# Peridiothelia fuliguncta
Peridiothelia fuliguncta är en lavart som först beskrevs av Norman, och fick sitt nu gällande namn av David Leslie Hawksworth. Peridiothelia fuliguncta ingår i släktet Peridiothelia och familjen Pleomassariaceae.  Arten är reproducerande i Sverige. Inga underarter finns listade i Catalogue of Life.